# Naoya Yoshida
Naoya Yoshida (født 20. december 1994) er en japansk fodboldspiller, som spiller for den japanske fodboldklub Thespakusatsu Gunma.